# Pas-de-Calais
Pas-de-Calais (62) (genoemd naar het Nauw van Calais) is een Frans departement, gelegen in de regio Hauts-de-France.

## Geschiedenis
Het departement was een van de 83 departementen die werden gecreëerd tijdens de Franse Revolutie, op 4 maart 1790 door uitvoering van de wet van 22 december 1789.
Tot de regio op 1 januari 2016 werd samengevoegd met Picardië behoorde het departement samen met het Noorderdepartement tot een aparte regio.
Historisch gezien beslaat de regio voor het grootste deel het oude graafschap Artesië.

## Geografie
Pas-de-Calais is omgeven door de departementen Noorderdepartement en Somme. Het ligt aan de kust van Het Kanaal en de Noordzee. De grenzen van het departement komen grotendeels overeen met die van het oude graafschap Artesië. Het hoogste punt van dit departement is de Mont Pele van 208 meter in de Boulonnais.

### Belangrijke steden
Belangrijke steden in het departement zijn: Arras, Aire-sur-la-Lys, Bapaume, Béthune, Boulogne-sur-Mer, Calais, Hesdin,  Lens, Montreuil en Sint-Omaars.

## Waterlopen
De belangrijkste waterlopen: de rivieren Authie, Canche, Ternoise, Liane, Sensée, Scarpe, Deule, Leie en Aa.
Pas-de-Calais bestaat uit de zeven arrondissementen:
- Arrondissement Arras
- Arrondissement Béthune
- Arrondissement Boulogne-sur-Mer
- Arrondissement Calais
- Arrondissement Lens
- Arrondissement Montreuil
- Arrondissement Sint-Omaars

Pas-de-Calais heeft 39 kantons:
- Kantons van Pas-de-Calais

Pas-de-Calais heeft 894 gemeenten:
- Lijst van gemeenten in het departement Pas-de-Calais

## Demografie
De inwoners van Pas-de-Calais heten Pas-de-Calaisiens. De grootste bevolkingsconcentraties bevinden zich in de oude industriebekkens in het oosten en noordoosten van het departement, en rond de steden Calais en Boulogne. Het kerngebied en het zuiden zijn relatief dunbevolkt en sterk op landbouw gericht.

### Demografische evolutie sinds 1962
| Naam          | Index 1962 | Index 1968 | Index 1975 | Index 1982 | Index 1990 | Index 1999 | Index 2008 | Index 2019 |
| ------------- | ---------- | ---------- | ---------- | ---------- | ---------- | ---------- | ---------- | ---------- |
| Pas-de-Calais | 100,0      | 102,3      | 102,6      | 103,4      | 104,9      | 105,5      | 106,8      | 107,2      |
| Frankrijk*    | 100,0      | 107,1      | 113,3      | 117,0      | 121,9      | 126,0      | 133,8      | 140,1      |

| Naam          | Inw./Km² 1962 | Inw./km² 1968 | Inw./km² 1975 | Inw./km² 1982 | Inw./km² 1990 | Inw./km² 1999 | Inw./km² 2008 | Inw./km² 2019 |
| ------------- | ------------- | ------------- | ------------- | ------------- | ------------- | ------------- | ------------- | ------------- |
| Pas-de-Calais | 204,8         | 209,4         | 210,2         | 211,7         | 214,8         | 216,1         | 218,8         | 219,6         |
| Frankrijk*    | 84,2          | 90,1          | 95,4          | 98,5          | 102,7         | 106,1         | 112,7         | 119,7         |

Frankrijk* = exclusief overzeese gebieden
Bron: Recensement Populaire INSEE - 1962 tot 1999 population sans doubles comptes, nadien Population Municipale
Op 1 januari 2022 had Pas-de-Calais 1.460.184 inwoners.

### De 10 grootste gemeenten in het departement
| #  | Gemeente           | Aantal inwoners (2022) |
| -- | ------------------ | ---------------------- |
| 1  | Calais             | 67.585                 |
| 2  | Arras              | 42.621                 |
| 3  | Boulogne-sur-Mer   | 41.039                 |
| 4  | Lens               | 32.697                 |
| 5  | Liévin             | 30.113                 |
| 6  | Hénin-Beaumont     | 25.764                 |
| 7  | Béthune            | 25.342                 |
| 8  | Bruay-la-Buissière | 21.997                 |
| 9  | Carvin             | 17.966                 |
| 10 | Avion              | 17.571                 |

## Afbeeldingen

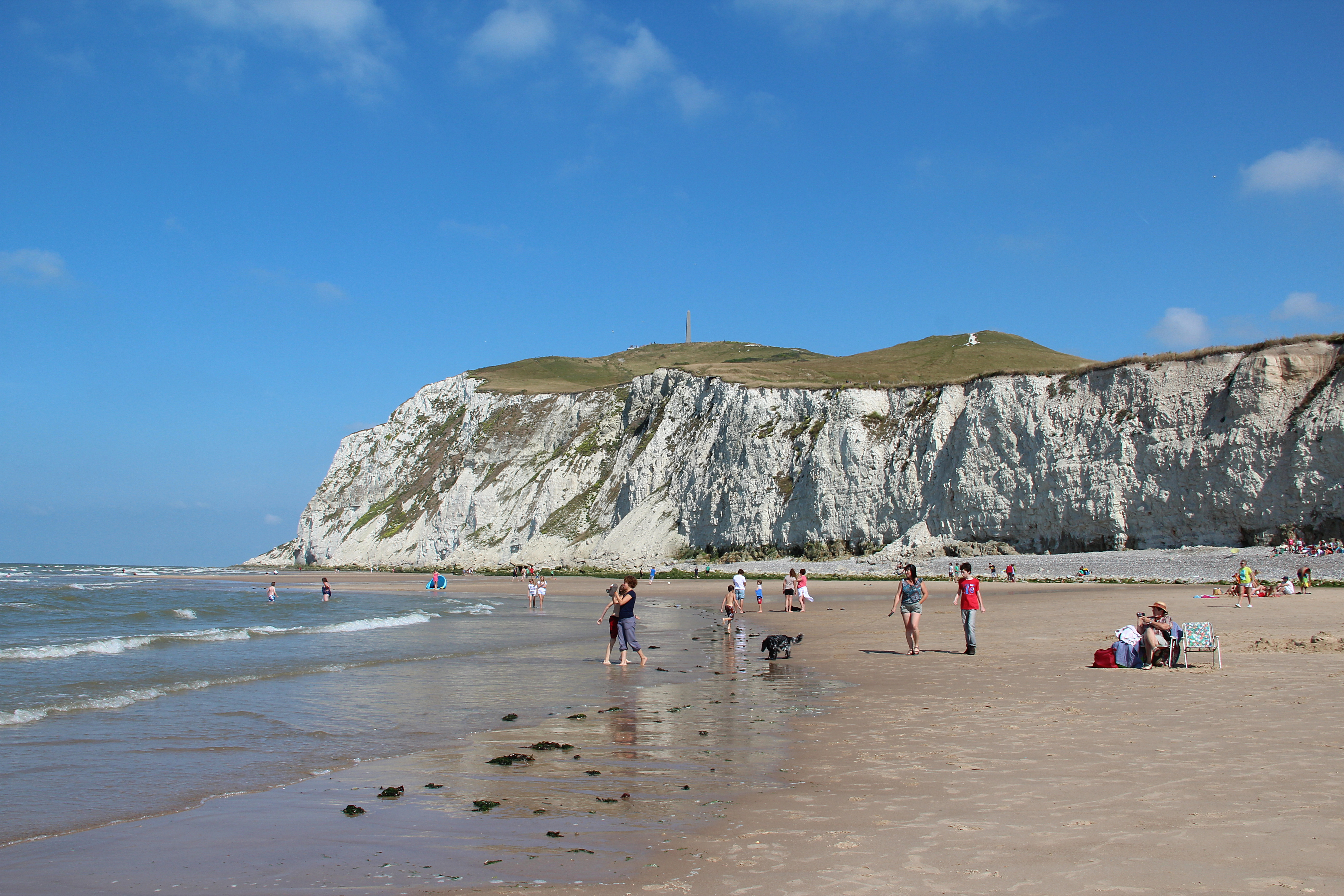
Cap Blanc-Nez
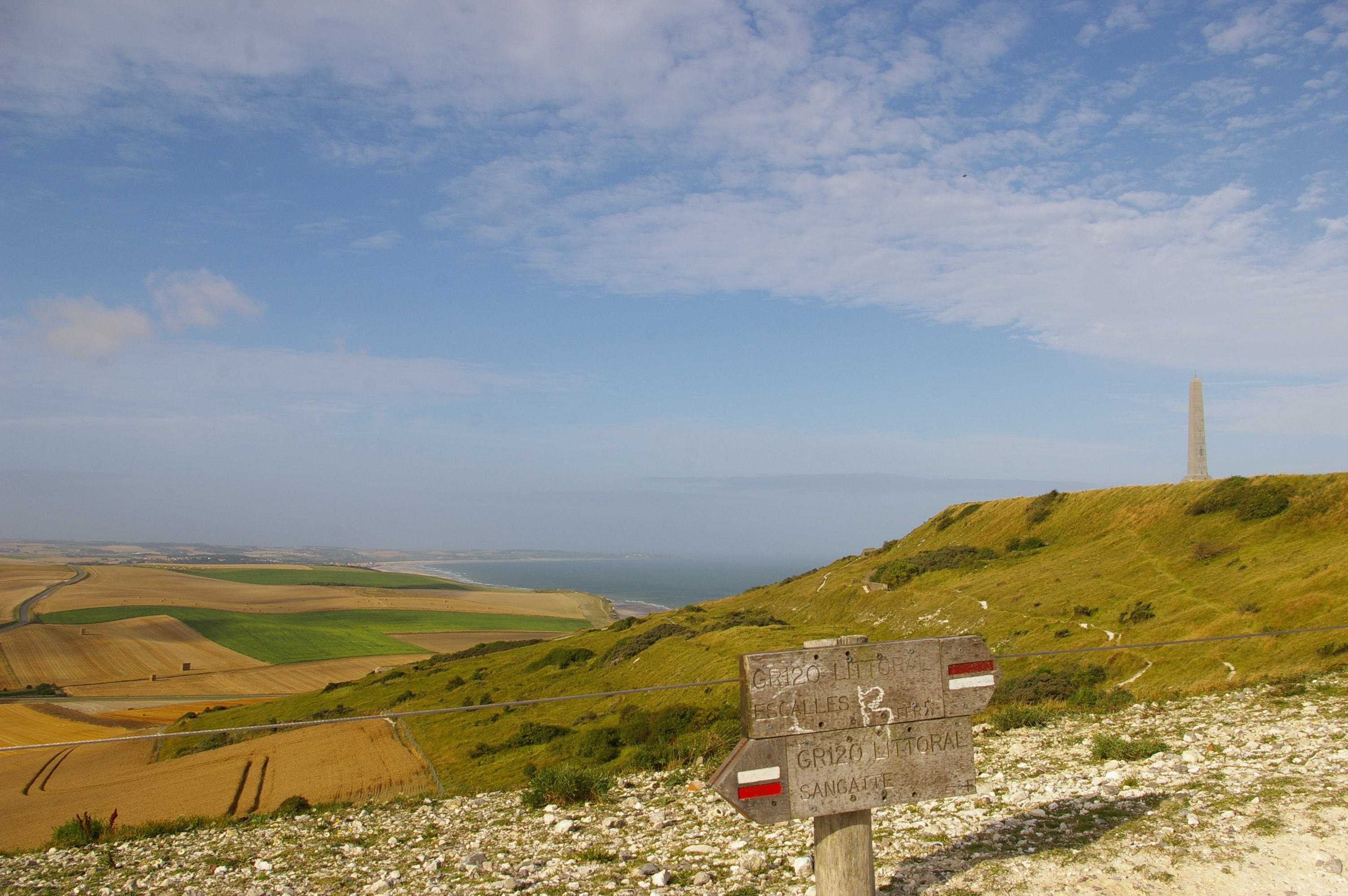
Wandelroute E9 bij Cap Blanc-Nez
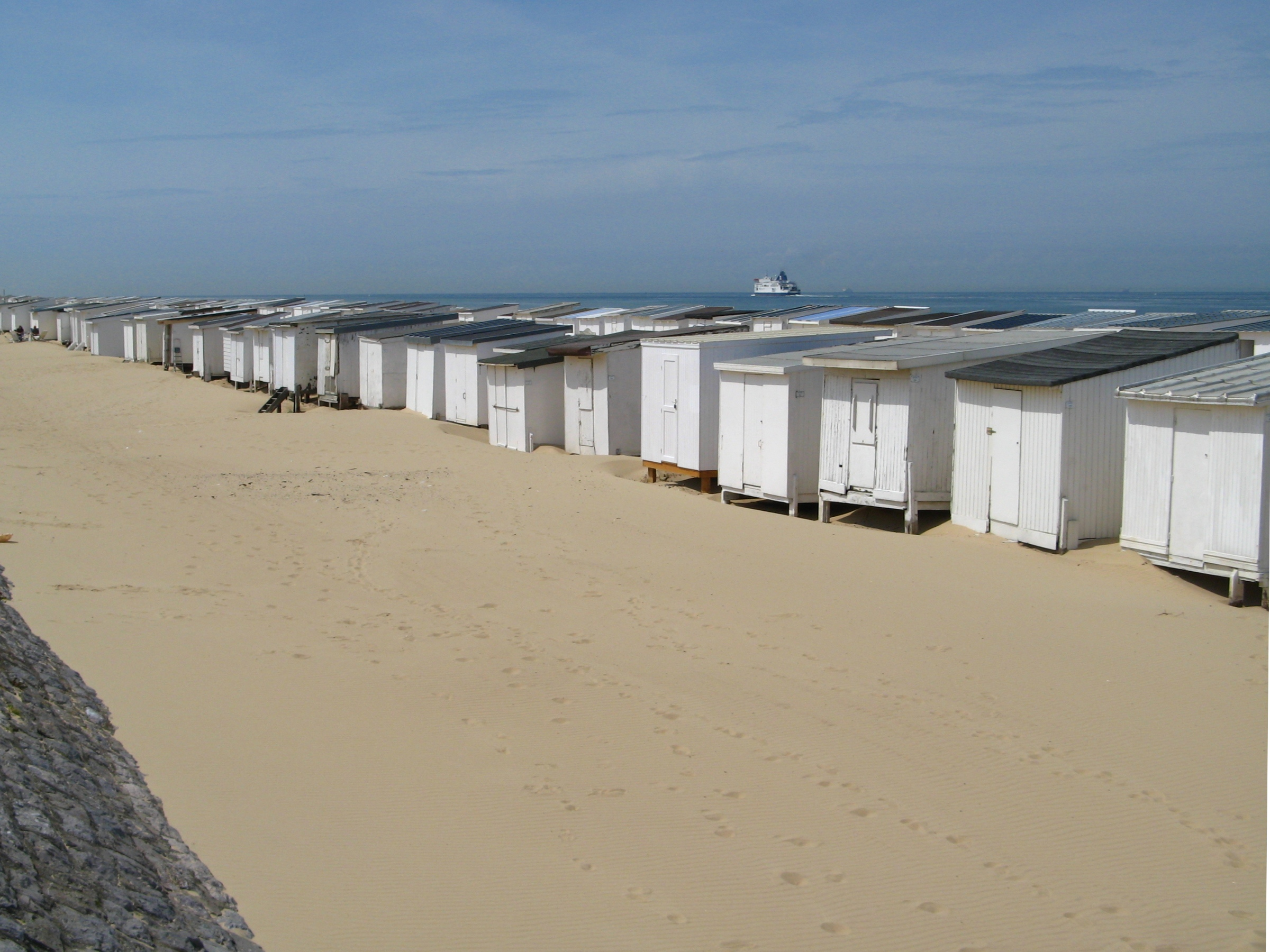
Calais
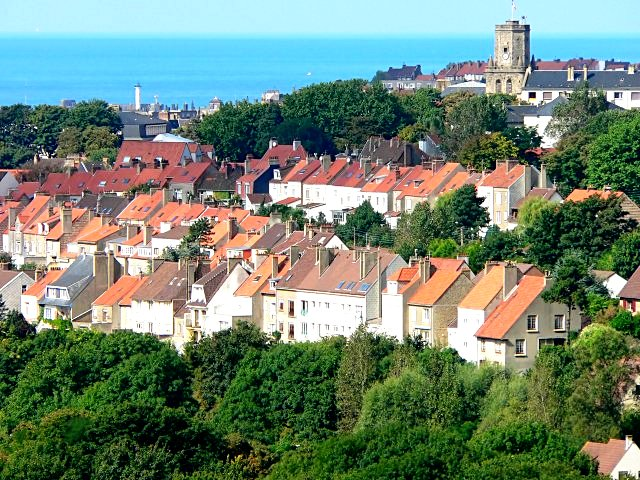
Boulogne-sur-Mer
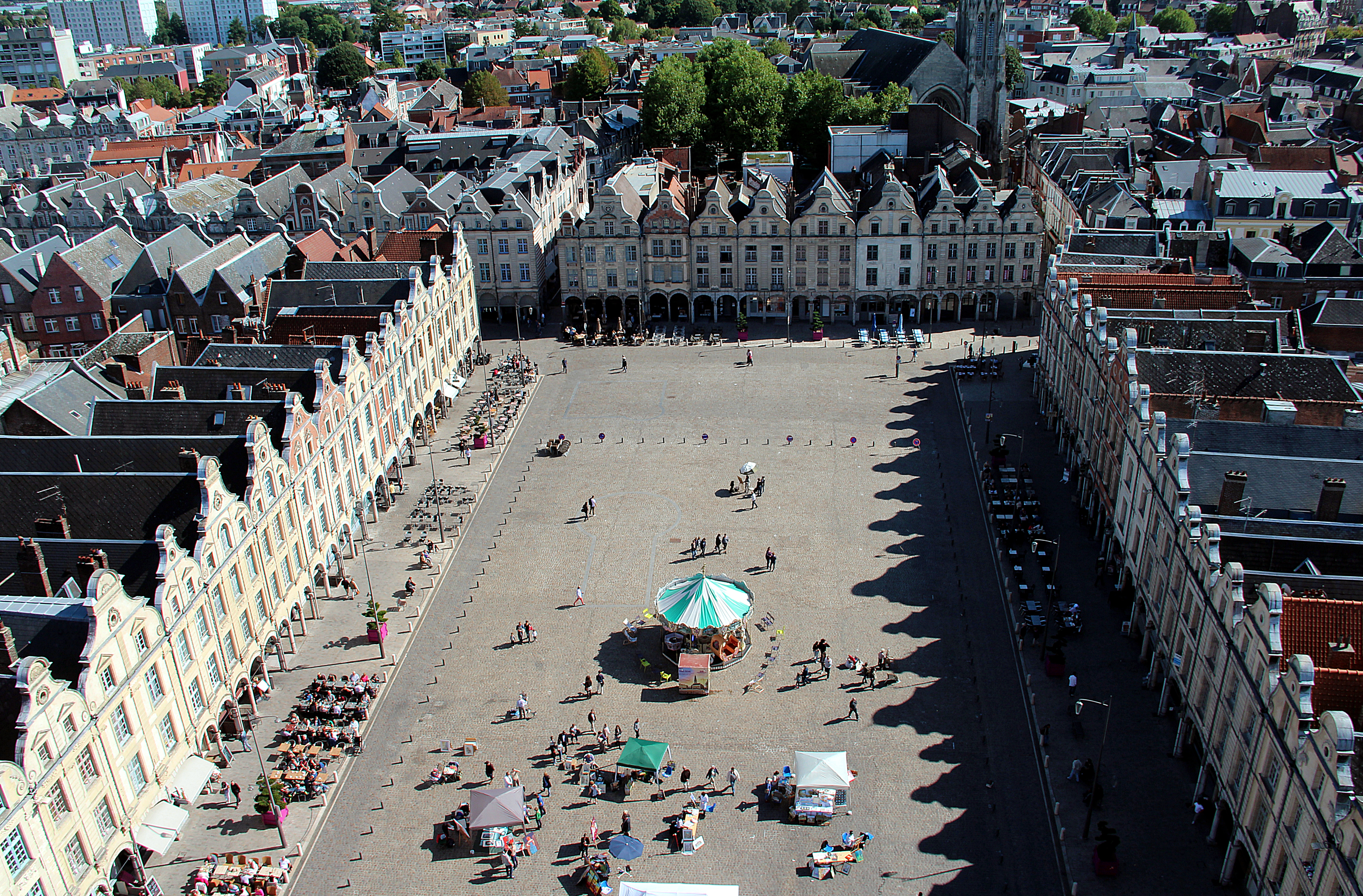
Place des Héros, Arras